# Brunelli Volley Nocera Umbra
Brunelli Volley Nocera Umbra – żeński zespół piłki siatkowej, występujący w rozgrywkach tej dyscypliny we Włoszech. Klub założony został w Nocera Umbra w roku 1965, a 44 lata później rozwiązany w 2009.